# Lanuéjouls
Lanuéjouls är en kommun i departementet Aveyron i regionen Occitanien i södra Frankrike. Kommunen ligger  i kantonen Montbazens som ligger i arrondissementet Villefranche-de-Rouergue. År 2022 hade Lanuéjouls 761 invånare.

## Befolkningsutveckling
Antalet invånare i kommunen Lanuéjouls
Referens: INSEE